# He Weifang

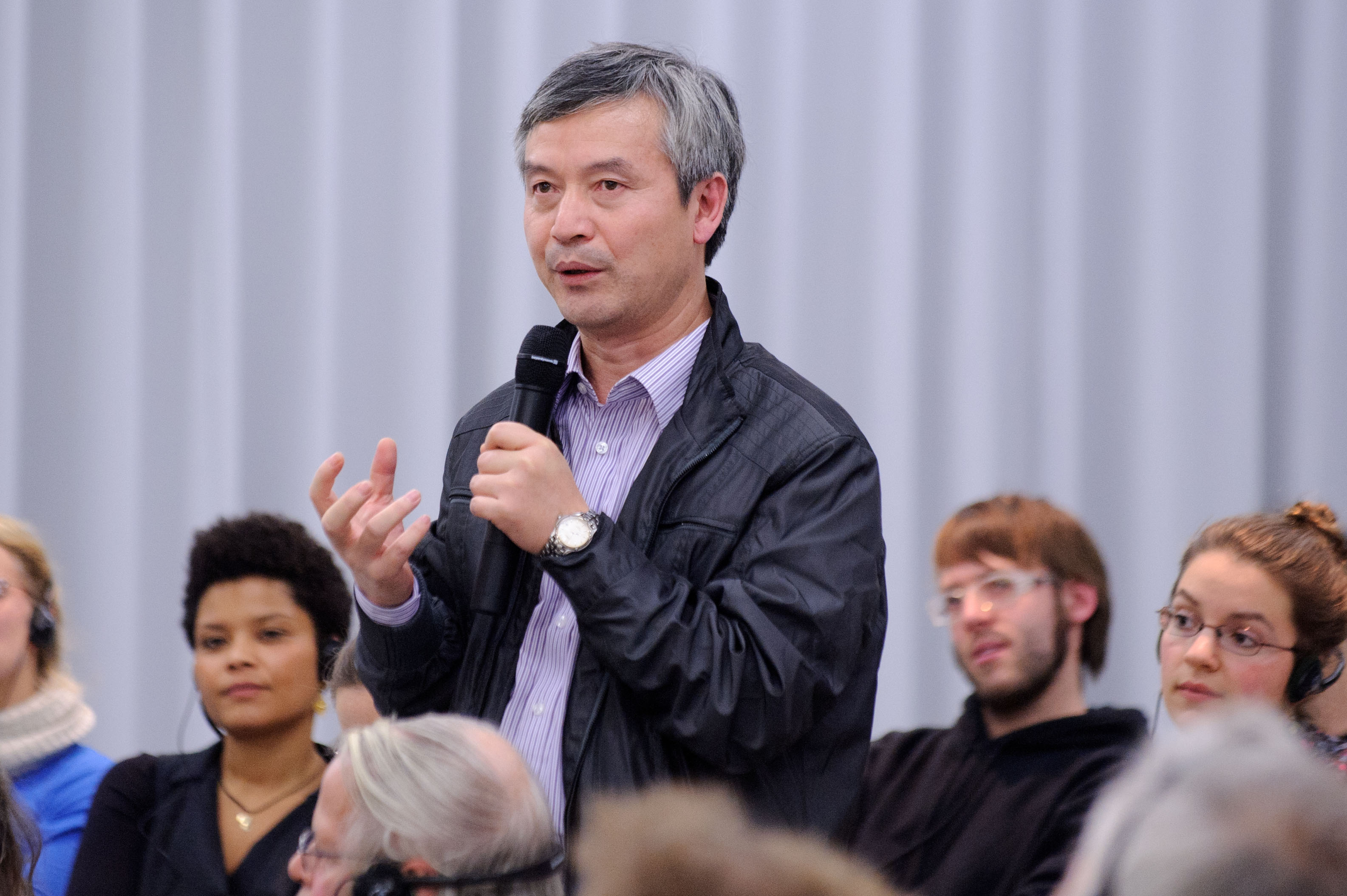
He Weifang (2011)

He Weifang (chinesisch 賀衛方 / 贺卫方, Pinyin Hè Wèifāng, * 1960 im damaligen Kreis Muping, heute Stadtbezirk Muping (牟平區 / 牟平区) der Stadt Yantai, Provinz Shandong, Volksrepublik China) ist ein chinesischer Rechtswissenschaftler, ehemaliger Professor für Rechtswissenschaften an der Peking-Universität und Chefredakteur der Fachzeitschrift "Chinesische und internationale Rechtswissenschaft" (中外法學 / 中外法学,  Zhōngwài Fǎxué).
He studierte von 1978 bis 1982 an der Südwestchinesischen Universität für Politik und Recht in Chongqing und bekam 1985 den LL.M. an der Chinesischen Universität für Politikwissenschaft und Recht in Peking, wo er nach seinem Abschluss auch unterrichtete. 1995 wurde er Professor der Peking-Universität. 2005 gab er in einem offenen Brief bekannt, aus Protest gegen die unangemessene Zulassungsprüfung keine Masterstudenten und Doktoranden mehr in Rechtsgeschichte zu unterrichten.
2008 unterrichtete er an der Guanghua Law School der Zhejiang-Universität, kehrte jedoch 2009 für kurze Zeit wieder an die Peking-Universität zurück, ehe er im März 2009 für zwei Jahre an die Universität Shihezi in Xinjiang versetzt wurde. Während offiziell von einer "akademischen Kooperation" gesprochen wird, gehen andere Dissidenten davon aus, dass dies auf politischen Druck hin geschehen sei.
He setzt sich für eine Reformierung des chinesischen Rechtssystems ein und fordert eine größere Unabhängigkeit der Justiz sowie eine Verbesserung des Petitionssystems.
Des Weiteren fordert He soziale Reformen ein und brachte sogar die Idee ins Spiel, die Kommunistische Partei Chinas zu teilen. Gemeinsam mit anderen Juristen wandte sich He an den ständigen Ausschuss des Nationalen Volkskongresses, um die "Umerziehung durch Arbeit" in China abzuschaffen. In der Begründung stützt er sich auf den Artikel 37 der Verfassung der Volksrepublik China, der die Freiheit einer Person sicherstellen soll, sowie auf internationale Menschenrechtsverträge, die China unterzeichnet hat. Im Dezember 2008 unterstützte er gemeinsam mit 302 anderen Intellektuellen ein im Internet veröffentlichtes Manifest mit Forderungen zur Verwirklichung der Menschenrechte in China (Charta 08).
2023 ging er nach einer fast vierzigjährigen Forschungskarriere in den Ruhestand.